# وستپورت (مینه‌سوتا)
وستپورت (به انگلیسی: Westport) یک شهر در ایالات متحده آمریکا است که در شهرستان پوپ، مینه‌سوتا واقع شده‌است.

## خصوصیات
وستاسپورت ۰٫۷۳ کیلومترمربع مساحت و ۵۷ نفر جمعیت دارد و ۴۰۶ متر بالاتر از سطح دریا واقع شده‌است.